# Ben Lomond (Arkansas)
Pour les articles homonymes, voir Ben Lomond (homonymie).
La ville américaine de Ben Lomond est située dans le comté de Sevier, dans l’État de l’Arkansas. Sa population s’élevait à 145 habitants lors du recensement de 2010.

## Démographie
| 1910 | 1940 | 1950 | 1960 | 1970 | 1980 |
| ---- | ---- | ---- | ---- | ---- | ---- |
| 431  | 406  | 284  | 157  | 155  | 155  |

| 1990 | 2000 | 2010 | - | - | - |
| ---- | ---- | ---- | - | - | - |
| 157  | 126  | 145  | - | - | - |

## Source
- (en) Cet article est partiellement ou en totalité issu de l’article de Wikipédia en anglais intitulé « Ben Lomond, Arkansas » (voir la liste des auteurs).